# Tikiguania
Tikiguania з єдиним видом T. estesi — рід і вид акродонтових ігуаній. Тікігуанія була описана у 2006 році Даттою і Реєм на основі лівого зуба (тип GSI Pal/CHQ-010), виявленого в карнійських відкладеннях формації Тікі в Індії, поблизу села Тікі, Мадх'я-Прадеш. Його вік пізніше був поставлений під сумнів, припускаючи, що скам'янілості датуються пізнім неогеном або четвертинним періодом.
Ця ящірка була невелика — довжина її щелепи приблизно 17 мм. Порівняння зубів і будови нижньої щелепи свідчить про те, що Tikiguania належить до клади Acrodonta в групі Iguania. Пізніші аналізи підтверджують, що тікігуанія належить до Acrodonta, а саме до агамід групи Draconinae.